# Роашо
Роашо (итал. Roascio) — коммуна в Италии, располагается в регионе Пьемонт, в провинции Кунео.
Население составляет 84 человека (2008 г.), плотность населения составляет 14 чел./км². Занимает площадь 6 км². Почтовый индекс — 12073. Телефонный код — 0174.
Покровительницей коммуны почитается Пресвятая Богородица, празднование 8 декабря.

## Демография
Динамика населения:

## Администрация коммуны
- Официальный сайт: